# U.S. Route 101
Pour les articles homonymes, voir Route 101.
La U.S. Route 101 (US 101) est une US Route sud–nord traversant les états de la Californie, de l'Oregon et de Washington, sur la côte ouest des États-Unis. Elle parcourt plus de 1 500 miles (2 400 km), principalement le long de l'Océan Pacifique. Elle est connue sous plusieurs noms différents dont El Camino Real (La Route royale) en Californie, la Oregon Coast Highway et la Olympic Highway dans l'État de Washington. Malgré sa numérotation à trois chiffres, normalement utilisée pour les routes auxiliaires, la US 101 est classée comme une route principale dans le réseau.
Le terminus sud de la route est à un échangeur avec l'I-5 et l'I-10 à Los Angeles. Son terminus nord se trouve à la jonction avec l'I-5 à Tumwater, Washington, près d'Olympia. À l'origine, la US 101 avait pour terminus sud la ville de San Diego. Elle a été tronquée à Los Angeles en 1964 après la construction de l'I-5. D'autres segments ont été transférés sur des routes construites pour contourner certaines villes qu'elle traversait autrefois.

## Numérotation
Selon la American Association of State Highway and Transportation Officials's (AASHTO), la numérotation d'une route à trois chiffres désigne une route auxiliaire d'une route à deux chiffres. La US 101 est une exception à la règle générale puisqu'elle agit comme route principale la plus à l'ouest. Elle est ainsi considérée comme une route principale à deux chiffres. Son premier "chiffre" étant alors 10. Le chiffre 1 s'ajoute pour indiquer une route allant du sud au nord. Elle est la route principale de la côte ouest comme la US 1 est la route principale de la côte est.

## Description du tracé
|       | mi    | km    |
| ----- | ----- | ----- |
| CA    | 806   | 1 298 |
| OR    | 363   | 584   |
| WA    | 365   | 588   |
| Total | 1 535 | 2 470 |

### Californie

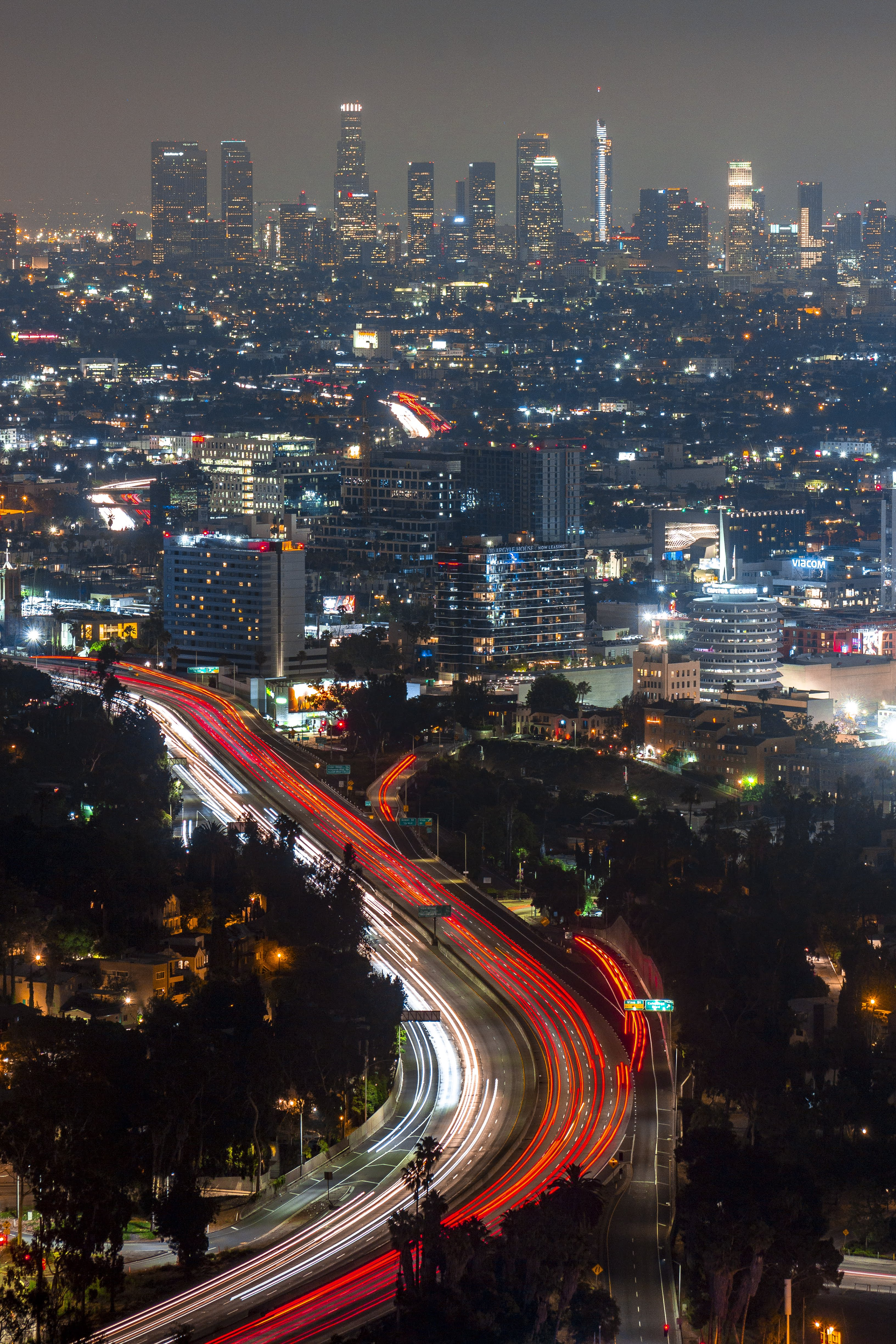
US 101 sur la Hollywood Freeway avec le centre-ville de Los Angeles en arrière-plan.

La US 101 emprunte plusieurs autoroutes majeures dans le Grand Los Angeles, dont certaines des routes les plus congestionnées du pays. Son terminus sud est à Boyle Heights à l'échangeur avec l'I-5, l'I-10 et la SR 60. La route se dirige vers le nord sur la Santa Ana Freeway et bifurque à l'ouest afin de traverser la Los Angeles River. La Santa Ana Freeway devient la Hollywood Freeway après avoir croisé la SR 110 au centre-ville. Elle continue continue vers le nord-ouest et traverse le quartier de Hollywood. Au-delà de Hollywood Hills, la US 101 bifurque sur Ventura Freeway vers l'ouest, laquelle parcourt le sud de la Vallée de San Fernando. Elle croise l'I-405 et continue vers l'ouest. Elle passe par Thousand Oaks, Camarillo et Ventura.
Entre Ventura et Gaviota, la US 101 suit la côte ouest. Elle traverse Santa Barbara et, à l'ouest de Goleta, devient une voie rapide. Elle se rend à Gaviota où elle bifurque vers le nord. Elle traverse le Parc d'état de Gaviota et les Monts Santa Ynez. La route continue dans les terres et atteint Santa Maria où elle redevient une autoroute pour contourner la ville. La route passe ensuite par Pismo Beach, San Luis Obispo, Atascadero et Paso Robles. Elle passe près du Parc national des Pinnacles et parcourt la ville de Salinas, où elle tourne vers le nord-est pour traverser la Gabilan Range. À partir de là, la route descend dans la Vallée de Santa Clara, dans la ville de Gilroy, la ville la plus au sud de la région de la Baie de San Francisco.
La US 101 continue vers le nord-ouest et entre à San Jose sur la South Valley Freeway, laquelle deviendra la Bayshore Freeway. La route passe à l'est et au nord du centre-ville de San Jose. La route suit généralement le côté est de la Baie de San Francisco alors qu'elle traverse plusieurs communautés de la Silicon Valley dont Palo Alto, Redwood City et San Mateo. Elle est parallèle à l'I-280, laquelle se trouve aux pieds des Monts Santa Cruz. Les deux routes se suivent en remontant la Péninsule de San Francisco. La US 101 passe à côté de l'Aéroport international de San Francisco et bifurque légèrement et brièvement vers le nord-est pour rejoindre la côte de la baie avant d'entrer dans la ville de San Francisco près de Candlestick Point. La Bayshore Freeway croise l'I-280 et prend fin à un échangeur avec l'I-80 près du quartier de SoMa dans le centre-ville. La US 101 emprunte alors des rues de la ville alors qu'elle traverse San Francisco; elle emprunte Van Ness Avenue vers le nord et Lombard Street vers l'ouest vers le Presidio de San Francisco, un parc municipal et point d'intérêt touristique. Avant d'entrer dans le parc, elle bifurque vers le nord-est sur Richardson Avenue.

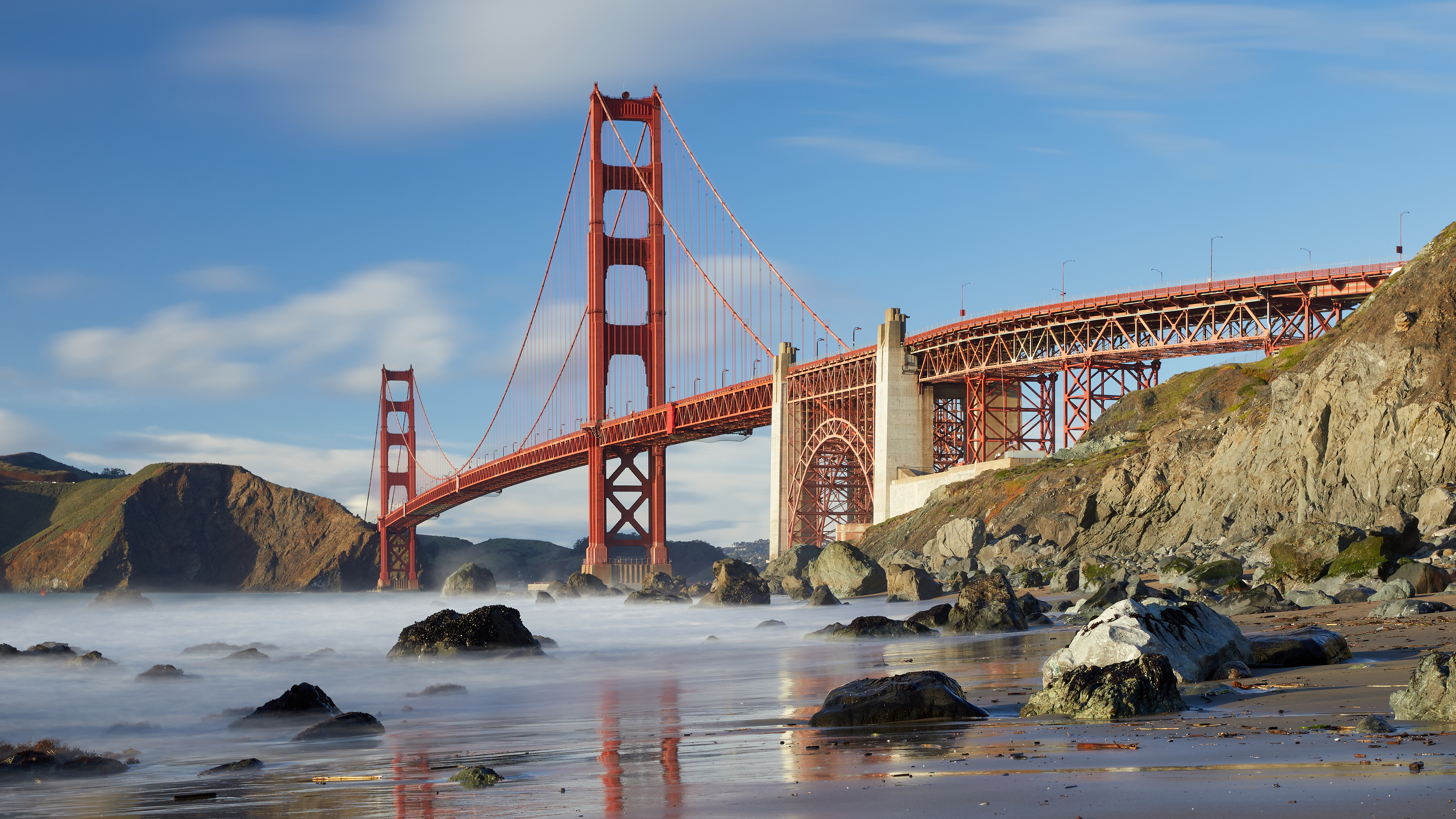
Le Pont du Golden Gate porte la US 101 au-delà de Golden Gate entre San Francisco et le comté de Marin.

La route prend alors la forme d'une voie rapide et traverse le nord du Presidio via une route de surface et des tunnels. C'est là qu'elle s'approche du Pont du Golden Gate, un pont suspendu traversant l'entrée de la Baie de San Franciso. Le pont dispose de six voies et porte la US 101 et la SR 1 de l'autre côté de la baie, à Sausalito. La US 101 devient la Redwood Highway au nord du pont. Elle passe à l'ouest de la ville, ainsi qu'à Corte Madera, San Rafael et Novato. La route se trouve à l'ouest de la Pablo Bay dans le comté de Sonoma, où elle bifurque vers le nord-ouest pour entrer dans les terres alors qu'elle traverse Petaluma et Santa Rosa. La US 101 contourne Healdsburg et continue son tracé vers le nord-ouest. Elle passe par Cloverdale, où elle devient une voie rapide, Redmond Valley, Fair Oaks et Leggett. Au-delà ce celle ville, la route suit la South Fork Eel River vers le nord jusqu'au Parc d'état de Humboldt Redwoods, où elle suit l'Avenue of the Giants. La US 101 continue vers le nord-ouest en suivant la Eel River pour atteindre la côté près d'Eureka. Elle traverse la ville en empruntant des rues pour ensuite devenur une voie rapide autour de la Baie de Humboldt. La route continue vers le nord en suivant la côte et traverse le Parc national de Redwood, où elle traverse certaines des plus vieilles forêts de séquoias et atteint Crescent City. La US 101 croise la US 199 au nord de la ville et continue vers le nord-ouest jusqu'à la frontière avec l'Oregon.

### Oregon

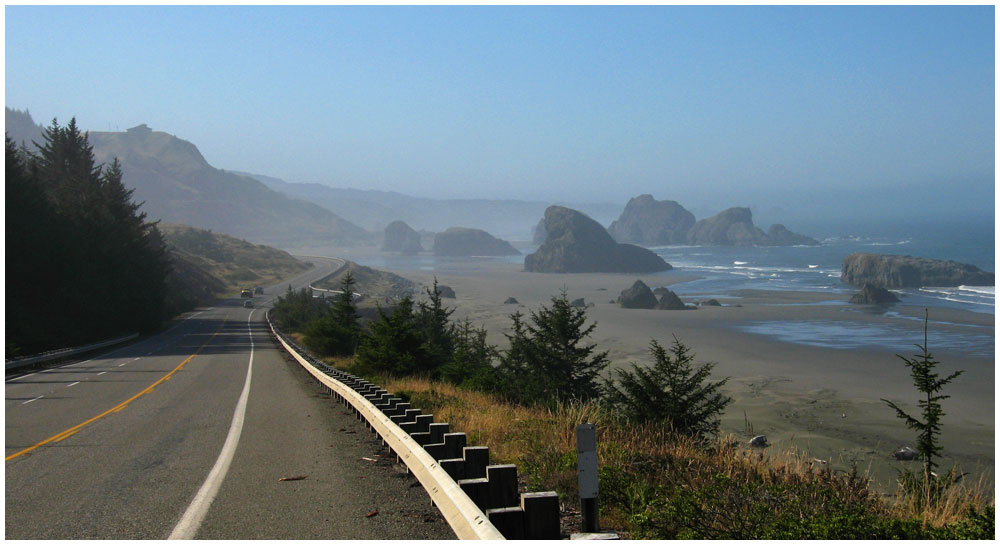
US 101 près de Cap Sebastian.

La Oregon Coast Highway débute à la frontière avec la Californie près de Brookings et porte la US 101 vers le nord le long de la côte Pacifique. Elle est généralement une route à deux voies traversant de petites villes et près de 77 parcs d'état sur la côte accidentée. Depuis Brookings, la US 101 traverse une région ponctuée de plusieurs points de vue sur l'océan. La route demeure surélevée par rapport à la plage mais y descend à quelques reprises. La route atteint ensuite Gold Beach et Port Orford, où elle quitte la côte.
La US 101 continue vers le nord jusqu'à Bandon où elle tourne brièvement vers l'est pour traverser le fleuve Coquille. La route entre encore plus dans les terres et se rend dans la région de Coos Bay. Elle passe par North Bend, traverse la Baie de Coos et se dirige vers le nord en longeant des dunes de sable sur une bande de 40 miles (64 km). La route atteint ensuite Reedsport où elle traverse le fleuve Umpqua, Dunes City et Florence, où elle traverse le fleuve Siuslaw. Au nord de Florence, la US 101 retourne le long de la côte et traverse la Forêt nationale de Siuslaw. Elle passe alors par Waldport et Newport, où elle rencontre le terminus ouest de la US 20, la plus longue route du pays. La US 101 continue le long de la côte et passe par Lincoln City, Neskowin, Hebo et Tillamook en passant davantage dans les terres.

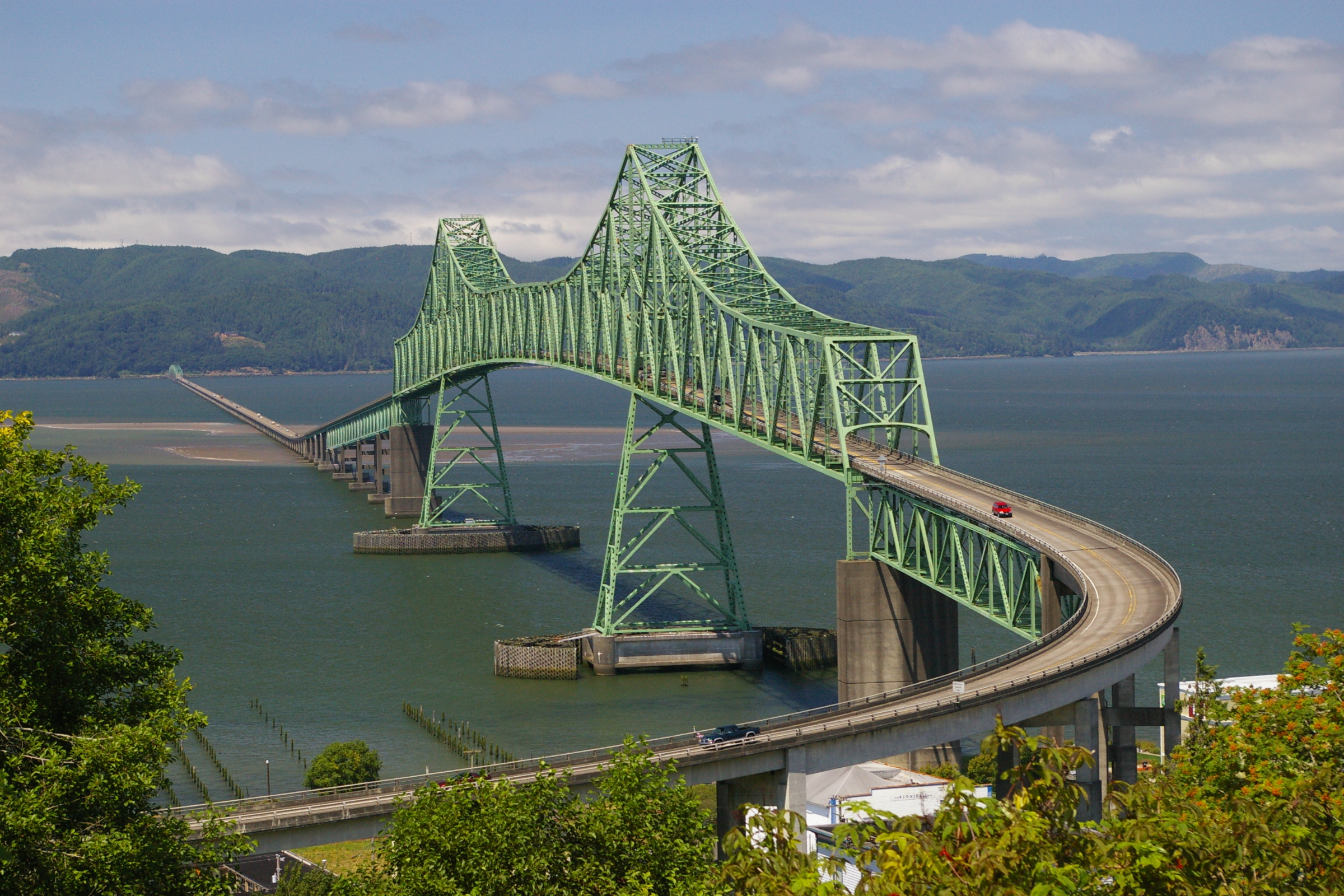
Pont Astoria-Megler.

Au nord de Tillamook, la route retrouve la côte. Elle passe par Nedonna Beach, Manzanita, Cannon Beach et Seaside. Entre Cannon Beach et Seaside, elle rencontre le terminus ouest de la US 26, une route menant à Portland. La US 101 continuee vers le nord et passe par Gearhart et Warrenton avant d'atteindre Astoria, la dernière ville en Oregon. À Astoria, la US 101 emprunte le Pont Astoria–Megler, un pont de quatre miles de long (6,4 km) traversant l'embouchure du fleuve Columbia et portant la US 101 de l'autre côté, dans l'État de Washington.

### Washington
La US 101 entre dans l'État de Washington au nord du Pont Astoria–Megler et tourne immédiatement vers l'ouest afin de suivre le fleuve Columbia. La route traverse le Parc d'état de Fort Columbia dans un tunnel et passe par Chinook et Ilwaco, où elle bifurque vers le nord jusqu'à Seaview. Là, elle tourne vers l'est en revenant sur ses pas. Elle longe la Baie de Willapa et continue le long de la rive est de la baie jusqu'à South Bend et Raymond. Là, elle se dirige vers Aberdeen en parcourant les Willapa Hills dans les terres. Elle entre dans la ville d'Aberdeen après avoir traversé la rivière Chehalis. Elle tourne vers l'ouest après avoir rencontré le terminus ouest de la US 12. À Hoquiam, un peu à l'ouest, la US 101 bifurque vers le nord. Elle traverse la ville et continue vers le nord jusqu'au Lac Quinault. Elle entre dans la Réserve indienne des Quinault aux limites avec le Parc national Olympique. La US 101 fait le tour de la Péninsule Olympique et donne accès au parc via plusieurs routes collectrices; il n'y a pas de route qui traverse les Monts Olympic et le parc, ni même la Forêt nationale Olympique située tout près.
Après avoir passé près du Lac Quinault, la route tourne à l'ouest pour atteindre la côte Pacifique qu'elle suit sur 15 miles (24 km) entre Queets et Ruby Beach. La US 101 se dirige ensuite vers le nord-est et suit la rivière Hoh. Elle la traverse et bifurque vers le nord-ouest. Elle passe par Forks et bifurque lentement vers le nord-est et l'est. Elle passe au sud du Lac Crescent et atteint Port Angeles. Elle la traverse en y empruntant des rues de la ville et continue vers l'est jusqu'à Sequim, Blyn et Discovery Bay. Au-delà de cette ville, la US 101 bifurque vers le sud et traverse Quilcene, Brinnon, Hoodsport, Skokomish, Shelton et Olympia, où elle devient une autoroute. Elle bifurque vers le sud-est et, à Tumwater, rencontre l'I-5. C'est à cet endroit qu'elle prend fin, près du Capitole de l'État de Washington.

## Intersections majeures
Californie
 I-5 à Los Angeles
 I-10 à Los Angeles
 SR 110 à Los Angeles
 I-405 à Los Angeles
 I-280 / I-680 à San Jose
 I-880 à San Jose
 I-380 aux limites entre San Bruno et South San Francisco
 I-280 à San Francisco
 I-80 à San Francisco
 I-580 à San Rafael
 US 199 près de Crescent City
Oregon
 OR 126 à Florence
 US 20 à Newport
 US 26 près de Cannon Beach
 US 30 à Astoria
Washington
 US 12 à Aberdeen
 SR 20 à Discovery Bay
 SR 8 près d'Olympia
 I-5 à Tumwater